# 丽锥腹金小蜂
丽锥腹金小蜂（学名：Solenura ania）也称安管腹金小蜂，金小蜂科锥腹金小蜂属的一种，分布于南亚、东亚和东南亚等地。
在中国，本种于2023年被收录入《有重要生态、科学、社会价值的陆生野生动物名录》。

## 形态特征
雌性身体呈蓝绿色，体长17毫米，整个柄后腹明显长于头胸部之和，其中第4节以后各节均显著细缩。雄性身体呈绿色，体长6～6.5毫米，柄后腹不细缩。